# Hořiněves
Hořiněves è un comune della Repubblica Ceca facente parte del distretto di Hradec Králové, nella regione omonima.
Hořiněves ha dato i natali al filologo Václav Hanka (1791-1861).